# リュシアン・ボスートロ

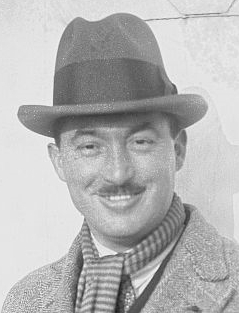
Lucien Jean-Baptiste Bossoutrot

リュシアン・ジャン＝バティスト・ボスートロ（Lucien Jean-Baptiste Bossoutrot、1890年5月16日 - 1958年9月1日）はフランスのパイロットである。最初に乗客を乗せてパリとロンドンの間を飛行したパイロットであり、何度か周回飛行の長距離記録を樹立した。

## 人物
チュールで生まれた。第一次世界大戦中に民間と軍のパイロット・ライセンスを得て、戦後ファルマンやブレリオのテスト・パイロットになった。1919年にファルマン ゴリアトのテスト飛行を行い、2月8日には乗客を乗せてパリからロンドンへの商業飛行を行った。その後も多くの機体の試験飛行を行った。
1931年にブレリオ 110で75時間で8805kmを飛行し、周回飛行の世界記録を更新した。1932年にモーリス・ロシとともに10601kmまで記録を伸ばし、ジョセフ・ルブリの記録を更新した。1934年にはブレリオ 5190、「サントス・デュモン号」で南大西洋を横断するパリとブエノスアイレス間の商業飛行のパイロットを務めた。
フランスでのグライダー競技のパイオニアでもあり、1922年に第1回の競技会では滞空時間と高度の部門で優勝した。
政治活動も行い、人民戦線のメンバーとして、1936年には社会党が政権をとった選挙で議員に選ばれ、下院の航空委員会の会長に選ばれた。
1940年7月10日、ペタン将軍に権限を与えることに賛成したが、すぐに新政権に反対する勢力に戻り、ヴィーシー政府によって拘束されることになった。南フランスに逃れ、レジスタンスに参加し、その活動によって、フランス解放後、名誉回復されたが、7月10日の投票したことによって、選挙に出馬することは許されなかった。